# الغريب (فلم 2000)
الغريب (بالألمانية: Die Fremde) هو فيلم دراما، وفيلم جريمة أُصدر في 2000. الفيلم من إخراج غوتس سبيلمان الذي تولّى كتابة السيناريو أيضًا. 

## القصة
تقع أحداث الفيلم في فيينا.

## طاقم التمثيل
- جويا توليدو
- سايمون شفارتز
- Martin Feifel  [لغات أخرى]‏
- هاري برينز
- نينا برول

## وصلات خارجية
- مقالات تستعمل روابط فنية بلا صلة مع ويكي بيانات